# Силы Свободной Бельгии
Силы Свободной Бельгии (фр. Forces belges libres, нидерл. Vrije Belgische Strijdkrachten) — бельгийские вооружённые силы во время Второй мировой войны, которые продолжали борьбу против стран Оси после капитуляции Бельгии и её последующей оккупации нацистской Германией. Бельгийцы участвовали в боях на нескольких театрах военных действий, в том числе в битве за Британию, Восточноафриканской кампании, на Средиземном море и на Западном фронте.
Решение короля Леопольда III капитулировать 28 мая 1940 года не признали члены бельгийского правительства в изгнании (возглавляемого премьер-министром Юбером Перло), бежавшие сначала в Париж, а затем в Лондон. Под эгидой этого правительства были организованы бельгийские вооружённые силы для продолжения военных операций в составе войск союзников по антигитлеровской коалиции, а существующие бельгийские колониальные войска в Бельгийском Конго также стали частью этих союзных сил.

## Сухопутные войска
Сухопутные войска Сил Свободной Бельгии были сформированы из трёх основных источников в ходе войны. Это были Force Publique в Бельгийском Конго (своего рода батальоны колониальной жандармерии), бельгийские солдаты, оказавшиеся после капитуляции страны в Великобритании и Канаде, а после сентября 1944 года — также бельгийцы, проживавшие на освобождённых территориях самой Бельгии.

### Force Publiqueв Африке

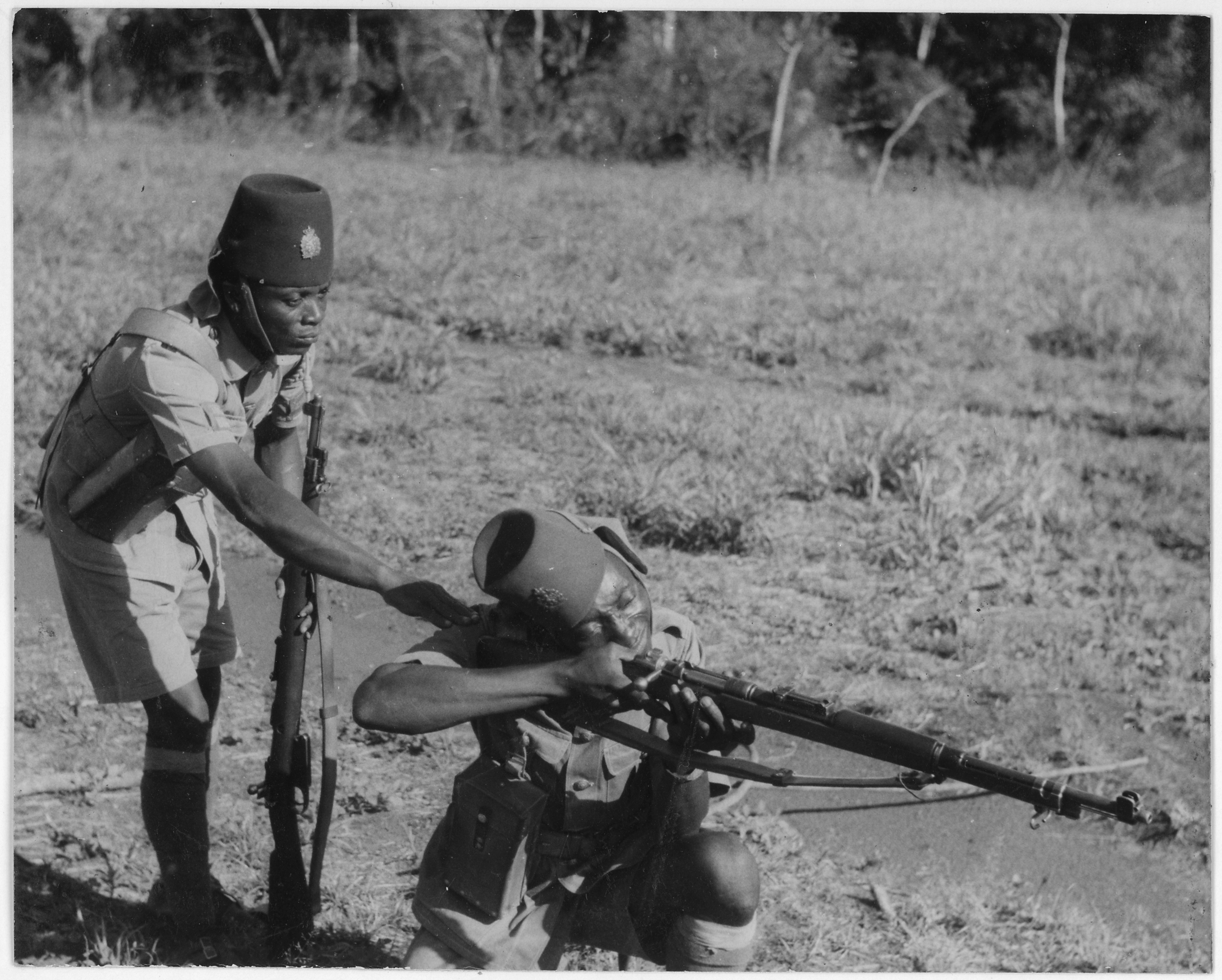
Конголезские солдаты Сил Свободной Бельгии. 1943 год

Три бригады пехоты были мобилизованы из так называемых Force Publique («общественных сил») в Бельгийском Конго, чтобы сражаться на стороне союзников в Африке. В 1940 и 1941 годах эти солдаты участвовали в Восточноафриканской кампании Союзников, в ходе которой Эфиопия была освобождена от оккупации фашистской Италией, а также были захвачены Эритрея и Итальянское Сомали. В конце мая 1941 года бельгийский генерал-майор Эдуард Огюст-Жильяр провёл эти войска от внутреннего Конго до Эфиопии, отрезав отступление сил итальянского генерала Пьетро Газзера в Эфиопии, и принял капитуляцию его войска, насчитывавшего 7000 человек.
После успешного завершения этой кампании бельгийские колониальные войска служили в качестве сил по поддержанию безопасности в тылу на Ближнем Востоке, в Египте и Палестине.
От Force Publique в войне также принимал участие 10-й военно-медицинский корпус. Между 1940 и 1945 годами около 350 конголезцев и 20 бельгийцев служили вместе с британцами в военно-медицинских подразделениях в Абиссинии, Сомали, Мадагаскаре и Бирме.

### Бригада Пиро

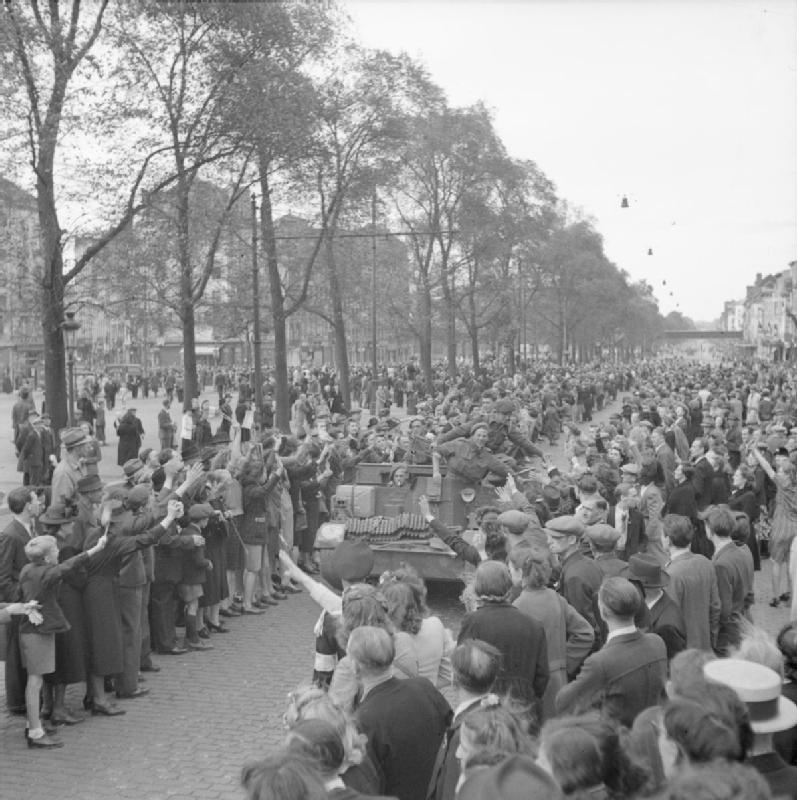
1-я бельгийская пехотная бригада входит в освобождённый Брюссель 4 сентября 1944 года

Бельгийцы и некоторые люксембуржцы в Великобритании и Канаде, в том числе 163 бельгийских солдата, которые были эвакуированы из Дюнкерка, были приняты на службу 25 мая 1940 года, сформировав 1-ю бельгийскую пехотную бригаду, известную по фамилии своего командира Жана-Батиста Пиро как «бригада Пиро». Командиром бельгийских сухопутных войск в Великобритании был генерал-лейтенант Виктор ван Страйдонк Баркель. Пиро прибыл в Великобританию только в апреле 1941 года, бежав туда из оккупированной Бельгии. Пиро был в звании майора и полковника, прежде чем принять командование над бригадой. Первоначально бригада была создана как батальон, но ван Страйдонку и Пиро удалось мобилизовать дополнительные силы (в 1943 году батальон стал бригадой), и к 1944 году бригада включала три моторизованных взвода, артиллерийскую батарею, инженерный взвод, бронеавтомобильный взвод и части поддержки. Бригада была оснащена и обучена британской армией. Бригада высадилась в Арроманше, в Нормандии, 8 августа 1944 года и воевала в течение нескольких недель на побережье Нормандии в составе 1-й канадской армии. Затем, 3 сентября, она вошла в состав 2-й британской армии и была переведена в Бельгию, участвуя в освобождении своей родной страны и южной части Нидерландов. В ноябре 1944 года бригада была размещена в Бельгии и реорганизована, вернувшись к боям в Нидерландах в апреле 1945 года.

### Бельгийский спецназ
Из бельгийских солдат в Великобритании был также сформировано подразделение британских коммандос. Бельгийцы воевали в Норвегии, Франции, на Мадагаскаре, в Италии, Югославии и Германии. В конце 1944 года было образовано ещё два подобных подразделения — из бельгийцев с освобождённых территорий, которые были членами бельгийского Сопротивления. Из бельгийцев также был создан полк (размером с батальон) Особой воздушной службы, который воевал на территории северо-западной Франции, Бельгии и Нидерландов в 1944—1945 годах.

### Стрелковые батальоны
После освобождения большей части Бельгии с октября 1944 до июня 1945 года было сформировано 57 стрелковых (пехотных) батальонов, 4 инженерных батальона и четыре батальона разведки, а также 34 автотранспортных батальона. Большая часть стрелковых батальонов использовались в качестве гарнизонов в тылу. Эта задача возросла по мере того, как в 1945 году увеличивалось количество территорий Германии, которые были оккупированы: наличие легко вооружённых бельгийских единиц позволило лучше оснащённым подразделениям Союзников продолжать боевые действия и не выделять силы для обеспечения безопасности своих коммуникаций. Тем не менее, 20 стрелковых батальонов были использованы в боевых действиях во время Арденнского наступления немцев, в Нидерландах, на плацдарме в Ремагене и в Чехословакии в Пльзене.

## ВМС
Во время войны в бельгийском военно-морском флоте действовали два корвета и группа тральщиков. Эти корабли участвовали в битве за Атлантику и насчитывали 350 человек экипажа в мае 1943 года.

## ВВС
Первыми лётчиками в ВВС Свободной Бельгии были лётчики, которые вошли в состав британских ВВС. 29 лётчиков-бельгийцев сражались против нацистской авиации в ходе Битвы за Британию. Позже некоторые из бельгийских лётчиков вошли в состав полностью бельгийских эскадрилий: 350-й, которая была сформирована в ноябре 1941 года, и 349-й, созданной в ноябре 1942. К июню 1943 года в ВВС Свободной Бельгии несли службу 400 бельгийских лётчиков. Эти лётчики были первоначально частью сил, которые защищали воздушное пространство Великобритании, а затем были частью военно-воздушных сил, участвовавших во вторжении Союзников в Европу. В конце войны в ВВС служило около 1200 бельгийцев.

## После войны
По некоторым данным, после капитуляции Бельгии во Второй мировой войне, против Германии в Силах Свободной Бельгии воевало около 100 тысяч человек. После окончания войны были сформированы пять бригад, которые стали основой новой бельгийской армии, сформировав две дивизии, задействованные при оккупации Германии. Бельгийские коммандос служившие в британском SAS стали основой бельгийского спецназа, а эскадрильи Свободных Сил стали основой послевоенных бельгийских ВВС.